# Botanophila aborta
Botanophila aborta är en tvåvingeart som först beskrevs av Huckett 1965.  Botanophila aborta ingår i släktet Botanophila och familjen blomsterflugor. Inga underarter finns listade i Catalogue of Life.